# Kirche in Ledde (Kreis Steinfurt)
Kirche in Ledde (Kreis Steinfurt) este o arie protejată (arie specială de conservare — SAC, sit de importanță comunitară — SCI) din Germania întinsă pe o suprafață de 0,03 ha, integral pe uscat.

## Localizare
Centrul sitului Kirche in Ledde (Kreis Steinfurt) este situat la coordonatele 52°14′28″N 7°48′51″E / 52.2411°N 7.8142°E.

## Înființare
Situl Kirche in Ledde (Kreis Steinfurt) a fost declarat sit de importanță comunitară în mai 2004 pentru a proteja 1 specie de animale. Situl a fost protejat și ca arie specială de conservare în aprilie 2004.

## Biodiversitate
Situată în ecoregiunea continentală, aria protejată nu include niciun habitat protejat.
La baza desemnării sitului se află o specie protejată de  mamifere: liliac comun (Myotis myotis).